# Corisella decolor
Corisella decolor är en insektsart som först beskrevs av Philip Reese Uhler 1871.  Corisella decolor ingår i släktet Corisella och familjen buksimmare. Inga underarter finns listade i Catalogue of Life.